# تفاحية
تفاحية قرية سورية تتبع ناحية بداما في منطقة جسر الشغور في محافظة إدلب. بلغ عدد سكانها 284 نسمة في عام 2004 حسب إحصاء المكتب المركزي للإحصاء.